# Totalismo
Il totalismo è uno stile di musica artistica nato negli anni '80 e '90 come risposta al minimalismo. Parallelamente al postminimalismo, coinvolgeva una generazione più giovane di creatori, nata negli anni '50.

## Primi anni '80
Nei primi anni '80 molti giovani compositori iniziarono a scrivere musica all'interno dei confini statici del minimalismo, ma usando una maggiore complessità ritmica, spesso con due o più tempi simultanei (o tempi impliciti) udibili contemporaneamente. Lo stile acquistò un nome intorno al 1990, quando divenne evidente per i compositori che lavoravano a New York che alcuni di loro, tra cui John Luther Adams, Glenn Branca, Rhys Chatham, Kyle Gann, Michael Gordon, Arthur Jarvinen, Bernadette Speach, Ben Neill, Larry Polansky, Mikel Rouse, Evan Ziporyn, stavano impiegando tipi simili di strutture di tempo globali nella loro musica. Altri sono Eve Beglarian, Allison Cameron, Nick Didkovsky, David First, Phil Kline e Lois V. Vierk.
Il termine totalista si riferisce agli scopi della musica, nel provare ad avere abbastanza energia ritmica superficiale, ma anche a contenere una sufficiente complessità di fondo. C'è anche un'eco nel termine della "organizzazione totale" del serialismo, qui non tratto dalla sequenza dei dodici toni, ma dalle teorie di Henry Cowell sull'uso degli stessi strumenti strutturali per il ritmo che venivano tradizionalmente usati per l'altezza. Per esempio, il rapporto tradizionale tra le frequenze di un secondo intervallo maggiore è 9:8 e 9 contro 8 è un tempo di contrasto importante in molti pezzi totalistici, ottenuto avendo alcuni strumenti che suonano ottave punteggiate mentre altri suonano una tripletta di mezze note. In pratica la musica totalista può essere consonante, dissonante o entrambe, ma generalmente si limita a un piccolo numero di sonorità all'interno di un dato brano.

## Esempi
Esempi di opere nell'idioma totalista includono:
- Mikel Rouse: Quick Thrust, Failing Kansas, Dennis Cleveland (a talk-show opera),[3] The End of Cinematics
- Michael Gordon: Thou Shalt!/Thou Shalt Not!, Acid Rain, Four Kings Fight Five, Van Gogh Video Opera, Trance
- Rhys Chatham: An Angel Moves Too Fast to See[3]
- John Luther Adams: Dream in White on White, Clouds of Forgetting, Clouds of Unknowing, The White Silence[3]
- Kyle Gann: Long Night, Custer and Sitting Bull, Unquiet Night
- Ben Neill: 678 Streams, ITSOFOMO
- Bernadette Speach: Telepathy Suite
- Larry Polansky: Lonesome Road